# Frigyes Riesz
Frigyes Riesz   (Győr, 22 de gener de 1880 - Budapest, 28 de febrer de 1956) va ser un matemàtic hongarès que va fer contribucions fonamentals a l'anàlisi funcional.
Va néixer a una familia jueva a Györ, a l'Imperi Austrohongarès i va morir a Budapest, Hongria. Durant els anys 1911 i 1919 va ser professor a la universitat Franz Joseph (Magyar Királyi Ferenc József Tudományegyetem) a Kolozsvár. Més tard va ser rector i professor a la universitat de Szeged i membre de l'Acadèmia de Ciències Hongaresa. Va tenir un germà més petit, Marcel Riesz.
Riesz va treballar en els fonaments i el desenvolupament de l'anàlisi funcional i els seus treballs han tingut moltes aplicacions a la Física. Va establir la teoria espectral per operadors simètrics acotats d'una manera que ha esdevingut l'estàndard. També va contribuir en altres àrees, com la teoria ergòdica on va donar una demostració elemental del teorema ergòdic.
Juntament amb Alfréd Haar, Riesz va fundar la revista Acta Scientiarum Mathematicarum, una revista matèmatica, al 1922.
Tenia una forma poc comuna de donar classe: entrava a classe amb un assistent i un professor ajudant. El professor anava llegint les pàgines corresponents del llibre de Riesz mentre l'assistent anava escrivint les equacions necessàries a la pissarra. Mentrestant, Riesz es quedava al marge assentint de tant en tant.